# Sorol Municipality
Sorol Municipality är en kommun i Mikronesiska federationen.   Den ligger i delstaten Yap, i den västra delen av landet, 2 000 km väster om huvudstaden Palikir.